# Triantha glutinosa
Triantha glutinosa là một loài thực vật có hoa trong họ Tofieldiaceae. Loài này được (Michx.) Baker miêu tả khoa học đầu tiên năm 1879.